# Oľšavce
Oľšavce jsou obec na Slovensku v okrese Bardejov. Žije zde 165 obyvatel, první písemná zmínka pochází z roku 1383. V budově zdejší zrušené školy se konají bohoslužby evangelické církve a letní tábory.